# Zaki al-Arsuzi
Zaki al-Arsuzi (Latakia, junio de 1899-Damasco, 2 de julio de 1968) fue un político, profesor, filósofo, escritor sirio y nacionalista árabe y miembro del partido socialista Frente Nacional Progresista.

## Biografía
Nacido en Latakia en junio de 1899 y de origen alauita, se trasladó con su familia a Antioquía en 1904. Al-Arsuzi, que estudió en un liceo laico de Beirut, se trasladó posteriormente a París para estudiar Filosofía en la Sorbona entre 1927 y 1930. Volvió a Antioquía donde ejerció de profesor y definió su nacionalismo árabe. Con el traspaso del sanjacado de Alejandreta a la República de Turquía, se trasladó de Antioquía a Damasco en 1938, donde fundó en 1939 el Partido Nacional Árabe. Posteriormente ejercería de profesor en el reino de Irak, tardando menos de un año en retornar a Siria. Falleció en Damasco el 2 de julio de 1968.
Fundador en 1940 de otro pequeño partido, el «Ba'ath Árabe», es considerado por algunas fuentes uno de los ideólogos padres del movimiento Ba'ath, papel tradicionalmente asignado a Michel Aflaq y Salah Bitar.

## Nota
1. ↑  Watenpaugh cita 1900 o 1901.[2]
2. ↑  Donde se reforzaría su ateísmo.[4]